# Tornows Werderchen
Tornows Werderchen ist eine von vier Inseln im Teupitzer See im Landkreis Dahme-Spreewald in Brandenburg. Dieser ist Teil der Teupitzer Gewässer.

## Lage
Die rund ein Hektar große Insel liegt im nordwestlichen Bereich des Sees und westlich des Stadtzentrums. Sie ist rund 210 Meter lang und bis zu 150 Meter breit. In rund 75 Metern Entfernung ist das Ufer des Teupitzer Ortsteils Egsdorf. Südöstlich liegt die deutlich größere Insel Egsdorfer Horst. Dort befand sich seit 1896 die namensgebende Seegaststätte Tornows’s Idyll. Zwei weitere, unbenannte Inseln befinden sich im östlichen Teil des Sees.

## Geschichte
Die Insel ist wie auch der See natürlichen Ursprungs und gehörte zu den Ländereien des Schlosses in Teupitz. Damit gelangte es aus dem Besitz der Familie Schenk von Landsberg im Jahr 1717 an Friedrich Wilhelm I. und 1860 schließlich in das Eigentum des Barons von Parpart, der das Anwesen erwarb. Er verkaufte die Insel 1875 an einen Techniker Franz Greiner, der es jedoch seinerseits erneut verkaufte. Nach mehreren Besitzerwechseln wurde der Berliner Kaufmann Otto Grunsfeld Ende des 19. Jahrhunderts auf eine Künstlerkolonie aufmerksam, die um 1895 am Großen Karbuschsee im benachbarten Groß Köris entstanden war. Seine Pläne, als Geschäftsführer der Künstlerkolonie Teupitzwerder GmbH die kleine Insel ebenfalls zu einer derartigen Kolonie auszubauen, scheiterten jedoch aus nicht überlieferten Gründen. Grunsfeld verkaufte 1911 daher seinerseits das Eiland. Es folgten weitere Besitzerwechsel, bis schließlich der jüdische Anwalt Leo Koplowitz 1928 Eigentümer wurde. Zwei Jahre später beschloss die Stadt einen Bebauungsplan mit einer Grundstücksteilung. Es wurde ein Fährbetrieb zum Festland eingerichtet. Einer der Bewohner war beispielsweise der Maler Walter Lindgens (1883–1978), der 1935 fast die Hälfte der Insel kaufte und ein Sommerhaus mit Atelier errichten ließ.
Nach dem Ende des Zweiten Weltkrieges kehrten die ursprünglichen Eigentümer zunächst nicht auf die Insel zurück. In der Zeit der DDR wurde die Fläche 1952 zum Volkseigentum und von der Stadt Teupitz verpachtet. Einer der Bewohner war der Maler Bert Heller, der bis 1967 auf der Insel verweilte. In dieser Zeit entstand das Gemälde Marktplatz Teupitz, das im Rathaus Teupitz zu sehen ist. Von 1958 bis 1983 besaß die Tänzerin und Chefchoreographin der Deutschen Staatsoper Lilo Gruber (1915–1992) ein Wochenendhaus. Nach der Wende stellte die Jewish Claims Conference 1992 einen Rückübertragungsanspruch, der 2005 endgültig abgelehnt wurde.